# OpenSolaris
OpenSolaris — Unix-подібна операційна система, проєкт Sun Microsystems з розробки версії Solaris з відкритими джерельними кодами. Проєкт OpenSolaris був ініційований компанією Sun у 2004 році з метою посилити позиції Solaris в конкурентному протистоянні з Linux. Компанія Sun була основним донором проєкту, проте він придбав самостійність у прийнятті рішень з 2006 року, коли було утворено обране правління.
Вихід першого випуску OpenSolaris відбувся 14 червня 2005 року. Тоді Sun відкрила вихідні коди ядра ОС, мережних компонентів, системних бібліотек та базових команд як для архітектур SPARC, так і для x86. Ці компоненти можна взяти за основу для побудови дистрибутивів сторонніми фірмами, що і зроблено, як за участю Sun Microsystems, так і без.

## OpenSolaris і майбутнє Solaris
Процес розробки OpenSolaris ведеться на добровільній і безоплатній основі спільнотою розробників OpenSolaris (OpenSolaris Developer Community), однак спрямовується і координується за участю фахівців Sun. При цьому встановлено чіткий протокол організації розробки — так званий OpenSolaris Community Process. 
У майбутньому планується, що розробка нових версій Sun Solaris буде йти, головним чином, в проєкті OpenSolaris зусиллями спільноти розробників-ентузіастів. Розроблені добровольцями ділянки коду, нові утиліти та різні покращення й удосконалення по мірі їхнього тестування, обкатки та перевірки на надійність та відповідність до прийнятих у Sun корпоративних стандартів якості будуть додаватися до фірмової комерційної версії Sun Solaris. Разом з тим фірма Sun не обіцяє повного відповідності OpenSolaris комерційної версії Solaris. Sun залишає за собою право не додавати в комерційну версію Solaris деякі нові можливості, функції та інструменти, які можуть бути присутніми в OpenSolaris. І навпаки, в комерційній версії Sun збирається поставляти додаткове власницьке програмне забезпечення, яке не буде присутній в OpenSolaris, і розкривати яке взагалі не планується. 
OpenSolaris буде відрізнятися від комерційної версії Sun Solaris також відсутністю будь-якої офіційної документації від Sun та формальної технічної підтримки з боку фахівців Sun. Неформальна технічна підтримка і документація будуть доступні від розробників — учасників OpenSolaris Community.
Варто відзначити, що Sun ще до запуску проєкту OpenSolaris, прагнучи збільшити популярність ОС Solaris, почала пропонувати вільну для завантаження бінарну (з закритим вихідним кодом) неприбуткову версію Sun Solaris, що відрізняються від комерційної лише відсутністю формальної технічної підтримки, друкованої документації та додаткового власницького програмного забезпечення (Value Added Software).

## Позиція Oracle щодо OpenSolaris
Після того, як у січні 2010 Oracle завершив придбання Sun Microsystems за $5,6 млрд, представники спільноти OpenSolaris не могли добитися від компанії певної відповіді про майбутнє проєкту. 13 серпня 2010 був оприлюднений внутрішній документ Oracle, згідно з яким Oracle буде підтримувати розробку ОС Solaris, яка позиціонується як найдосконаліша в технічному відношенні з операційних систем сімейства Unix. Разом з тим, Oracle відмовляється від відкритої моделі розробки: «Ми більше не будемо публікувати початкові тексти для всіх компонентів операційної системи Solaris у реальному часі в міру просування процесу розробки», — йдеться в документі. 
Ті компоненти, які на час придбання поширюються за ліцензією CDDL, будуть продовжувати публікуватися на цих умовах, однак публікація початкових текстів нових версій компонентів Solaris буде здійснюватися тільки після офіційного виходу корпоративної версії. Часовий розрив може виявитися досить істотним.
Незалежно від позиції Oracle колишні учасники спільноти OpenSolaris оголосили про створення проєкту Illumos, метою якого є розробка версії операційної системи Solaris з повністю відкритим кодом. Спочатку творці Illumos не планували повністю відділятися від основної розробки Solaris (створювати так званий «форк» проєкту) і навіть запросили Oracle до співпраці, проте певно Illumos буде розроблятися повністю незалежно від Oracle.
В правлінні OpenSolaris штатні співробітники Oracle не представлені, остання представниця Oracle в правлінні була відкликана з цієї позиції.